# Vestli IL
Vestli I.L. är en handbollsklubb från Oslo, Norge. Herrerna spelar i Elitserien som är Norges förstadivision. Damerna spelar i andra divisionen. Klubben har även sektioner i fotboll och tennis.